# Budju

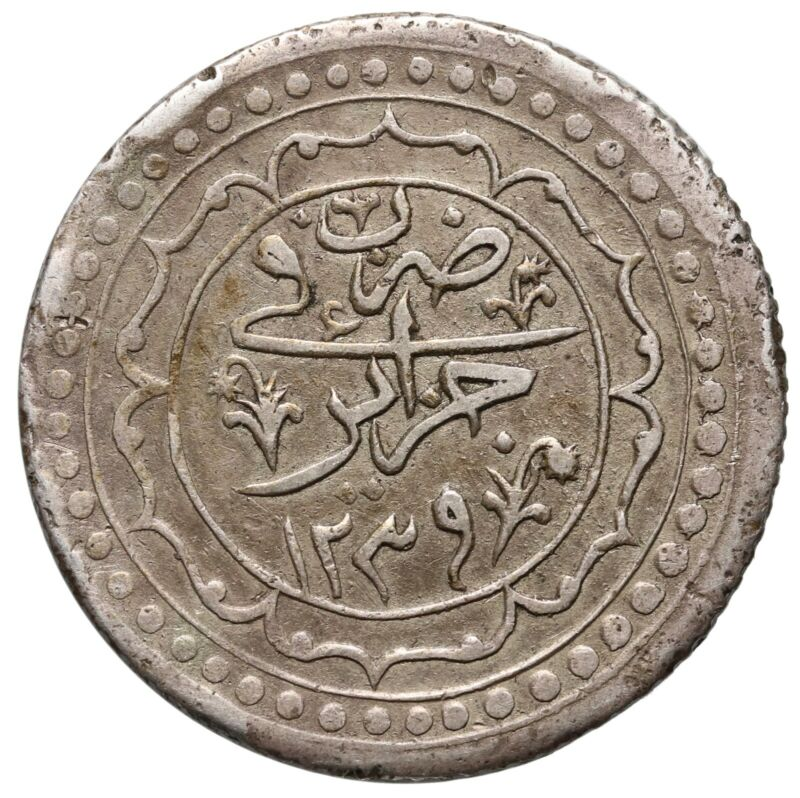
Budju del 1824

Il budju è stata una moneta d'argento coniata dal governo ottomano in Algeria dal 1808 al 1839.
Pesava circa 10 grammi e fu coniata con al dritto la tughra del sultano Mahmud II ed al rovescio l'indicazione della zecca e dell'anno. La monetazione dell'Algeria era strettamente collegata con quella dell'Impero ottomano.
Il budju era suddiviso in 24 muzuna, ognuno di 2 kharub o 29 asper (akçe).
Già nel XVIII secolo esistevano frazioni di questa moneta.
Fu sostituito dal franco quando il paese fu occupato dalla Francia.
La parola viene dal turco bütün, nel significato di "intero", "unità". Si trova indicato anche come bucu, boudjou, piastre d'Algier e riyal budju

## Moneta
Agli inizi del XIX secolo furono coniate monete di rame da 2 e 5 asper, in biglione da 1 kharub, in argento da 3, 4, 6, 8 e 12 muzuna e da 1 e 2 budju ed in oro da ¼, ½ e 1 sultani.